# José Amaya
José Amaya (Barranquilla, 16 luglio 1980) è un ex calciatore colombiano, di ruolo centrocampista.